# 복음주의 지성의 스캔들
복음주의 지성의 스캔들(The Scandal of the Evangelical Mind)은 노트르담 대학교의 역사학 교수인 마크 놀(Mark Noll)이 1994년에 출간한 저서이다. 복음주의의 반지성주의(Anti-Intellectual)를 비평한다. 미국의 대중적 신복음주의 잡지인 크리스처니티 투데이(Christianity Today)에서 2004년 이 달의 책으로 선정했다. 영문판은 1994년 어드만에서 냈고, 한국어판은 엠마오 번역본과 IVP 번역본(2010년 6월 30일 출간)이 있다.

## 목차
IVP 번역본 기준으로 목차는 이러하다.
- 한국어판 서문
- 머리말
- 1부. 스캔들
- 1. 오늘날의 스캔들
- 2. 이 스캔들이 중요한 이유

- 2부. 스캔들은 어떻게 일어났는가?
- 3. 복음주의 지성의 형성: 부흥운동, 혁명, 문화적 통합
- 4. 복음주의적 계몽주의
- 5. 근본주의라는 지적 재앙

- 3부. 스캔들의 의미
- 6. 정치에 관한 성찰
- 7. 과학에 관한 사고

- 4부. 희망?
- 8. 복음주의의 지적 부흥은 진행 중인가?
- 9. 십자가라는 걸림돌

- 감사의 말
- 해설
- 인명 찾아보기
- 주제 찾아보기
- 성구 찾아보기